# Alice McKennis

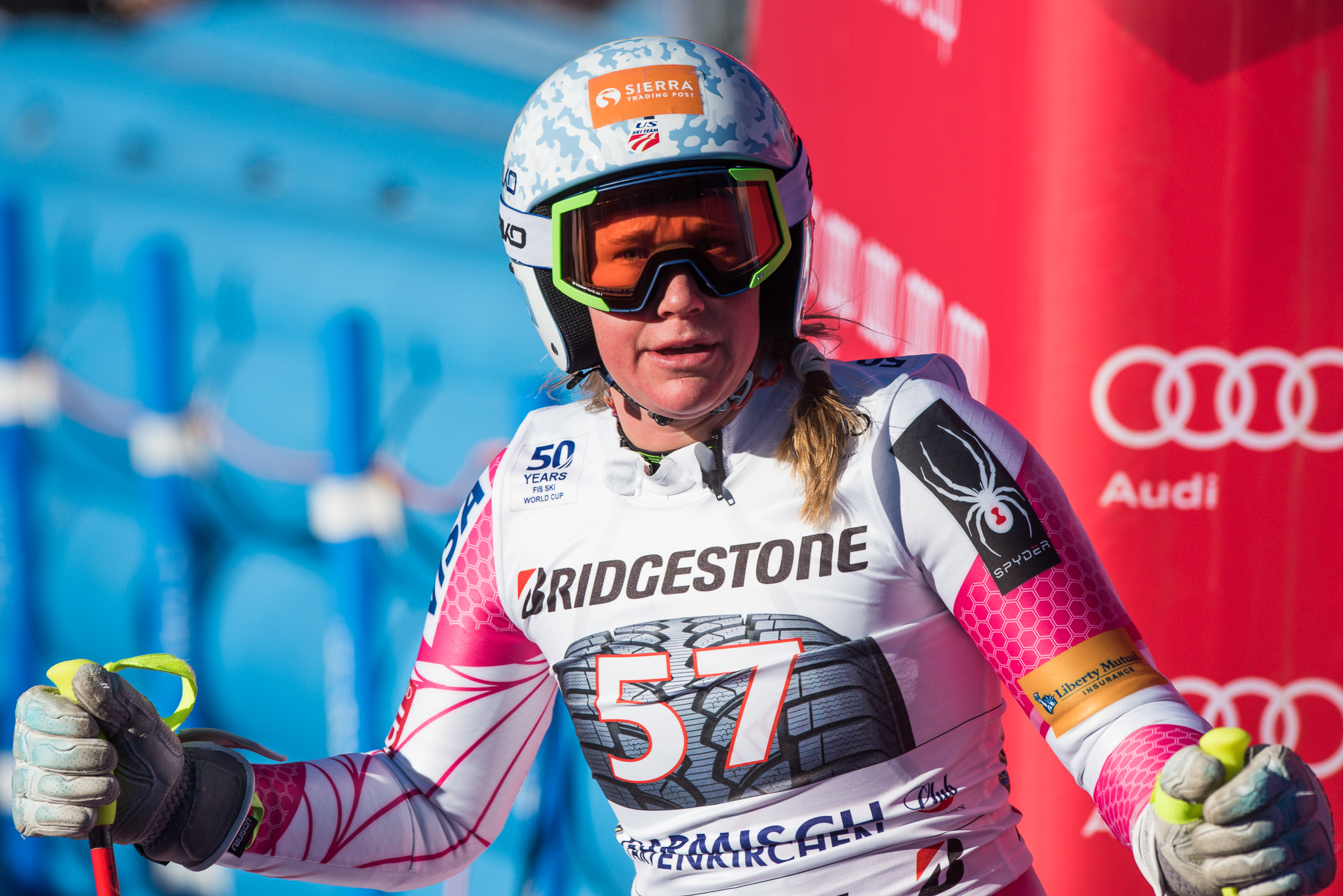
Alice McKennis (2017)

Alice McKennis nació el 19 de agosto de 1989 en Glenwood Springs (Estados Unidos), es una esquiadora que tiene 1 victoria en la Copa del Mundo de Esquí Alpino (con un total de 1 pódium).

## Resultados

### Campeonatos Mundiales
- 2013 en Schladming, Austria
  - Descenso: 17.ª

### Copa del Mundo

#### Clasificación general Copa del Mundo
- 2009-2010: 59.ª
- 2010-2011: 85.ª
- 2011-2012: 61.ª
- 2012-2013: 41.ª
- 2014-2015: 56.ª

#### Clasificación por disciplinas (Top-10)
- 2012-2013:
  - Descenso: 10.ª

#### Victorias en la Copa del Mundo (1)

##### Descenso (1)
| Fecha               | Lugar     |
| ------------------- | --------- |
| 12 de enero de 2013 | St. Anton |